# Орнштейн, Лео
Лео Орнштейн (при рождении Юда-Лейб (Лев Абрамович) Горнштейн; 2 декабря 1893, Кременчуг, Полтавская губерния ― 24 февраля 2002, Грин-Бей, штат Висконсин) ― американский композитор, пианист и педагог еврейского происхождения.

## Биография
Родился в музыкальной семье: его отец Абрам Горнштейн был кантором в синагоге, дядя играл на скрипке. Мать, Клара Горнштейн, была домохозяйкой. У Лейба были братья Арон, Манус и Лазарь, сёстры Роза, Полина и Лиза. Уже в раннем возрасте Орнштейн хорошо играл на фортепиано; в 1902 его игру услышал Иосиф Гофман, находившийся в то время в Кременчуге, и рекомендовал поступить в Петербургскую консерваторию. Вскоре Горнштейн начал учиться в школе при Императорском музыкальном обществе в Киеве под покровительством В. В. Пухальского, но смерть одного из родственников вынудила его вернуться домой. В 1904 он уехал в Петербург, где был принят в консерваторию, его учителями стали Александр Глазунов (композиция) и Анна Есипова (фортепиано). В это время Горнштейн зарабатывал на жизнь, аккомпанируя оперным певцам.
В 1906 семья Горнштейнов эмигрировала в США и поселилась в Нью-Йорке, уже в следующем году сократив фамилию на Оренштейн, а в 1909 году на Орнштейн. Орнштейн поступил в Институт музыкального искусства — будущую Джульярдскую школу музыки, где учился у Берты Фиринг Тэппер. В 1911 он впервые выступил с сольным концертом из музыки Баха, Шопена и Шумана. Два года спустя Орнштейн сделал свою первую запись, включавшую в себя произведения Шопена, Грига и Польдини; по словам историка музыки Майкла Бройлза, данная запись хорошо демонстрирует «чуткость начинающего пианиста, его поразительные технические способности и артистическую зрелость». Примерно в это же время он увлёкся композицией, используя в своих сочинениях новейшие модернистские приёмы (например, кластеры).
Важным событием в жизни Орнштейна был визит в Европу в 1914 году. Он познакомился с Ферруччо Бузони, Мишелем Кальвокоресси, выступал в Лондоне с программой из собственных произведений, а также композиций Шёнберга и транскрипций Баха―Бузони. Вскоре Орнштейн, благодаря своим эксцентричным сочинениям, таким как соната для скрипки и фортепиано (которая, по словам композитора, «подвела музыку к границе с полным хаосом») и «Пляска дикарей», стал одной из самых обсуждаемых фигур американского музыкального мира. В 1915 он играл концерты в Нью-Йорке и заявил о себе как об одном из наиболее передовых музыкантов, однако шквал неодобрительных отзывов о диссонирующих композициях, с которым он столкнулся после их представления на суд публики, заставил его отказаться от прежнего стиля и переключиться на сочинение лирических пьес с классическими гармониями (таковы, например, соната № 4 для фортепиано и соната № 1 для виолончели и фортепиано; обе написаны в 1918 году). Как позднее заявил Орнштейн, они «были созданы под давлением критики, которому нельзя было сопротивляться». Музыковед Мартин Андерсон, уже после смерти композитора, написал, что виолончельная соната «может посоперничать с сонатой Рахманинова по великолепию мелодий».
В 1922 году Орнштейн оставил сцену и переключился на преподавание, от которого отстранился в 1953 году, продолжая сочинять до преклонных лет (Восьмую фортепианную сонату он опубликовал в возрасте 97 лет).

## Творчество
Сочинения Орнштейна можно разделить на три большие группы: экспериментальные ― раннего периода, в основном для фортепиано, с использованием атональности, диссонансов и др.; более консервативные (под влиянием восточноевропейской школы) и поздние, как бы объединяющие две предыдущие. Большинство инструментальных произведений Орнштейна имеют программу. Ряд сочинений, таких как «Три настроения», по стилю ― использование пентатоники, гармоний, основанных на трезвучиях, дублировок, ― напоминают импрессионистические работы Дебюсси.
В течение многих лет музыка Орнштейна практически не исполнялась, и лишь в 1970-х годах Вивиан Перлис вновь открыла её для публики. Тем не менее большая часть творческого наследия композитора в наше время остаётся неизвестной.

## Семья
Сын — учёный в области информатики Северо Орнштейн.

## Основные сочинения
Оркестр
- «Вечерняя казачья песня» для камерного оркестра (1923)
- Концерт для фортепиано с оркестром (1923)
- «Лиситрата» (1930)

Камерная музыка
- Соната для скрипки и фортепиано (1915)
- Соната для скрипки и фортепиано (1918)
- «Три русских впечатления для скрипки и фортепиано» (1916)
- Две сонаты для виолончели и фортепиано (1918―1920)
- Фортепианный квинтет (1927)
- Три струнных квартета
- Шесть прелюдий для виолончели и фортепиано (1931)
- Интермеццо для флейты и фортепиано (1959)
- Фантастические пьесы для альта и фортепиано (1972)
- Еврейская фантазия для скрипки и фортепиано (1975)
- Поэма для флейты и фортепиано (1979)

Фортепиано
- Восемь сонат
- Шесть лирических каприсов (1911)
- «Сцена на парижской улице ночью» (1912)
- «Самоубийство в самолёте» (1913)
- «Пляска дикарей» (1913 или 1914)
- Три прелюдии (1914)
- Русская сюита (1914)
- «Три настроения» (1914)
- многочисленные другие сочинения

Вокальные сочинения
- Песни на стихи Р. Киплинга, Ф. Мартенса и других поэтов
- Хоры без сопровождения

## Интересные факты
- В игре Dark Souls присутствует двойной босс Орнштейн Драконоборец и Палач Смоуг, а также кольцо Лео (Leo Ring); считается, что имя и образ первого (как и кольцо) происходят от имени композитора.